# 浅香工業
浅香工業株式会社（あさかこうぎょう、英: ASAKA INDUSTRIAL CO.,LTD.）はスコップ・ショベル、園芸用品、物流機器（物流施設用ラック・棚）などを製造する企業。東京証券取引所スタンダード市場に上場している。
本社所在地は大阪府堺市堺区海山町2丁117番地。土工用ショベルのシェアは5割。

## 概要
江戸時代前期の1661年（寛文元年）、堺打刃物の問屋として創業。｢宝長久｣の名で知られた。
明治維新後に鉄道敷設など土木工事が盛んになったのを見て6代目浅香久平がショベルの国産化を志し、1891年に試作品を製造し、1893年に量産を始めた。
工事会社や農家などプロ向けの高品質製品に重点を置いて金象印をブランドマークとし、安価な中国製輸入品により淘汰されたその後の参入企業と一線を画している。

## 沿革
- 1661年 - 堺商人として創業。代々、堺名産打刃物問屋を営み[1]。、「宝長久」の名で世に知られる。
- 1931年11月25日 - 会社組織に改組。社名を株式会社浅香本店（資本金65万円）として発足。
- 1941年 - 現社名の「浅香工業株式会社」と改称。
- 1945年7月10日 - 太平洋戦争下の堺大空襲により、1940年に新設した三宝工場（現在の堺工場）と本社事務所が全焼。
- 1949年5月14日 - 大阪証券取引所2部に上場。
- 2013年7月16日 - 大阪証券取引所と東京証券取引所の現物株市場統合に伴い、東京証券取引所2部に上場。

## 子会社
- 国富産業株式会社